# Алергијска болест
Алергијска болест је хронично запаљењско стања узроковано имуним механизмима, настало као последица сензибилизације на различите спољне агенсе - алергене. Алергијске болести се клинички манифестују као ринитис, астма, конјуктивитис, уртикарија, гастроинтестинална алергија, атопијски екцем, алергијски контактни дерматитис и понекад као анафилаксија која угрожава живот болесниа.

## Основни појмови
Алергија
Реакција преосетљивости која је покренута специфичним имуним механизмима назива се алергија. Може бити посредована антителима или ћелијама. Најчешћа антителима укљученим у алергијски процес су она из ИгЕ класе.
Алергени
Алергеном се озналавају сви антигени који узрокују алергијску реакцију.
Алергијска реакција
Алергијска реакција је патолошки процес који може настати у организму човека или животиње само у случају да постоји антиген који је идентификован и контакт антигена са ткивом који резултује оштећењем ткива. Алергијска реакција се не манифестује након првог контакта са антигеном, већ тек након сваког наредног. Алергијском реакцијом може се сматрати само она реакција при којој се:
- идентификује антиген.
- утврђује узрочна веза између контакта са тим антигеном и појаве оштећења у организму.
- открива којим је имунолошким механизмом оштећење узроковано.[7]

Алергијска болест
Алергијска болест је болест имуног система, или хронично запаљењско стање, узроковано имуним механизмима, настало као последица сензибилизације на различите спољне агенсе - алергене.

## Патофизиологија
Алергијска болест представља неуобичајен и непримерен одговор имуног система организма на разноврсне антигене са којима је организам дошао у додир. Антиген је било која супстанца коју организам препознаје као „страну”, а самим тим и потенцијално штетну, и против ње ствара антитела, као неку врсту одбрамбеног механизма који нам омогућава заштиту од свега што организам сматра опасним.
Према томе алергени су антигени који изазивају алергијске болести, које настају након додира алергена и организма, и у којима се организам брани производњом заштитних антитела, имуноглобулина, који су специфични за сваки алерген (зато је и свака алергијска болест специфична).
Реакција између алергена и специфичног антитела назива се алергијском реакцијом. Она у зависно о врсти ткива у којем се одвија алергијска реакција, ослобађаа многобројне и разноврсне материје (хистамин, протеаза, хепарин, фактор активације тромбоцита, итд), које потом оштећују и/или разарају ткиво и одговорне су за настанак симптома алергијских болести.
Време потребно да се развије преосетљивост на антиген, односно да организам створи антитела и да се алергијска болест манифестује, назива се период сензибилизација, и може различито да треаје.

## Алергијске болести

### Алергијски ринитис
Алергијски ринитис је симптоматски поремећај носне слузокоже који се карактерише запаљењском реакцијом насталом након контакта са алергенима из околине. Он се може јавити током целе године (несезонски алергијски ринитис), или је код неких особа израженији током одређених периода у години (сезонски алергијски ринитис или поленска кијавица).
Сезонски алергијски ринитис може узроковати полен корова, трава или стабало, док кућна прашина, перје, плесни, длаке животиња и неки лекови (нпр нестероидни антиинфламаторни лек) могу изазвати несезонски алергијски ринитис.
Изненадне промене температуре, физички напор, дувански дим или загађеност ваздуха могу погоршати симптоме алергијског ринитиса.
Према подацима Светске здравствене организације 10 до 25% становништва на глобалном нивоу болује од неког облика алергијског ринитиса.

### Алергијски конјуктивитис
Алергијски конјуктивитис је обољење ока које се чешће јавља код особа које имају неку од алергијских болести. Симптоми се јављају везано за сезону алергена (нпр. полен траве), мада алергију могу узроковати и еке супстанце као што су козметика, парфеми, лекови, протеинске наслаге на контактним сочивима и слично.
Болест обично захвата оба ока и најчешће је праћена натеченим капцима и црвенилом вежњаче.

### Алергијски ринокоњунктивитис
Алергијски ринокоњунктивитис је једна од најчешћих хронична болест дисајних путева која показује трајни пораст преваленције, што је у последњој деценији у 21. века постала глобална појава.
Болест се поред носних симптома, воденаста секрецију, свраб и кијање, карактерише и симптомима запаљењских промена на вежњачи ока.

### Полиноза
Полиноза или поленоза, називана и поленска грозница или поленска кијавица и поленска грозница су раније доста коришћени појмови за синдром који карактерише сезонски алергијски ринитис, синузитис, конјуктивитис, а код неких болесника удружена је и са бронхијалном астмом.

### Астма
Астма је често хронично упално обољење дисајних путева које карактеришу различити и понављајући симтпоми, реверзибилна опструкција протока ваздуха и бронхоспазам. У уобичајене симптоме спадају тешко дисање, кашаљ, стезање у грудима.
Сматра се да астму изазива комбинација генетских и фактора средине. Дијагноза се обично заснива на обрасцу симптома, одговору на терапију и спирометрији. Клинички се класификује на основу учесталости симптома, форсираног експираторног волумена у једној секунди (ФЕВ1) и највишег нивоа експираторног протока. Астма се такође може класификовати као атопијска (урођена) или неатопијска (стечена), где се атопија односи на предиспозицију према развоју реакција хиперосетљивости типа 1.
Лечење актутних симптома се обично спроводи инхалирањем краткоделујућих бета-2 агониста (као што је салбутамол) и узимањем оралних кортикостероида. Код веома тешких случајева потребни су интравенски кортикостероиди, магнезијум сулфат и хоспитализација. Симтоми се могу спречити избегавањем покретача, као што су алергени и иританти, као и употребом инхалационих кортикостероида. Дугоделујући бета агонисти (ЛАБА) или леукотриненски антагонисти могу се користити заједно са инхалационим кортикостероидима ако се симптоми астме не могу контролисати. Преваленција астме се знатно повећала од 1970-их година. Од 2011. године, 235 – 300 милиона особа широм света болује, од чега је преминуло око 250.000 људи.

### Атопијски екцем
Атопијски екцем је упала коже код деце и млађих особа са атопијском конституцијом, посредована са ИгЕ антителима, код којих основу за болест представља генетска предиспозиција за осетљивост циљног органа.
Раније коришћен назив атопијски екцем или синдром дерматитиса данас је замењен термином екцем.

### Алергијска уртикарија
Алергијска уртикарија је запаљењска реакција изазвана имунолошким механизмима, обично је ИгЕ антителима, мада може бити везана и уз стварање имуних комплекса.

### Алергијска контактна уртикарија
Алергијска контактна уртикарија онај је облик алергијске болести који се развија локално на месту контакта са алергеном, а изазвана је ИгЕ антителима. (нпр алергија на рукама кос особа алергичних на латекс које носе гумене рукавице, или уртике на ногама атопичара, сензибилисаних на полен трава након шетње по ливади).

### Алергија на храну
Алергија на храну је болест која настаје алергенима из хране, под условм да су имунолошки механизми доказани. Ако су у реакцију укључена ИгЕ антитела, тада је одговарајући назив, ИгЕ посредована алергија на храну.

### Алергија на лекове
Алергија на лекове је она врста реакција када су имунолошки механизми доказани, да је посредована антителима или ћелијама. Реакција може бити непосредна (рана) или одложена (касна), што упућује и на вероватни имунолошки механизам, то јест посредована ИгЕ антителима или ћелијама.

### Алергија на убоде или угризе инсеката
Алергија на убод или угриз инсеката је појава преосетљивости на отров и пљувачку инсеката посредована имунолошким механизмима. Када су у реакцију преосетљивости укључена ИгЕ антитела, тада се наглашава да се ради о ИгЕ посредованој алергији на отров или пљувачку инсеката. 

### Анафилакса
Анафилакса, чији назив потиче од грчких речи ανα - ана, против, а φυλαξις - пхилаксис, заштита. је тешка алергијска реакција која има брз почетак настанка и развоја и може да узрокује анафилактични шок са могућим смртним исходом. Ако је анафилактична реакција била посредована ИгЕ антителима, она се означава као ИгЕ посредована алергијска анафилаксија.
У свету око 0.05-2% људи има анафилаксу у неком тренутку живота. Овај проценат се непрестано повећава у 21. веку.
Анафилакса обично има низ симптома, укључујући свраб, осип, отицање грла, и низак крвни притисак. Најчешћи узроци настанка ове болести су ујед инсекта, храна и лекови.
Анафилакса настаје због ослобађања протеина медијатора из одређених врста белих крвних зрнаца. Протеини медијатори су супстанце које могу да изазову алергијску реакцију или да је погоршају. Њихово ослобађање може бити изазвано реакцијом имунског система или неким другим узроком који се не односи на имуни систем. Анафилакса се дијагностикује на основу симптома и знакова. Примарни третман је инјекција епинефрина, која се понекад комбинује са другим лековима.

## Клиничка слика
У алергијским болестима алергијска реаквија може изазвати опште симптоме који су мање више слићни за све алергијске болести и специфичне, који су карактеристични само за одређену алергијску болест.

### Општи симптоми
Алергијска реакција може изазвати различите опште симптоме од којих су најзначајнији:
Алергијски ринитис - кијавица
Упала ждрела
Пражена црвенилом, отоком и ребањем у грлу
Плућни систем
На плућима доминирају симптоми алергијског кашаљ, тешког дисања (диспнеја), фијеуци и шумови на плућима, бронхоспазам
сметње у варењу
Болови и грчеви у стомаку, мучнина, повраћање, проливи, печење на анусу, честе упале хемороида.
Кожне тегобе
На кожи се најчешће јавља осипи, уртикарија и оток.
Уринарне тегобе
Учестало мокрење и печење у полном органу
Кардиоваскуларни систем
Главобоље, малаксалост, умор, слабост, бледило, убрзани пулс, несвестица.

### Специфични симптоми
Специфични симптоми описани су код сваке појединачне алергијске болести, и зато нису посебно приказани.

## Дијагноза
Дијагностиковање алергијских болести заснива се на основу анамнезе, физичког прегледа и лабораторијских тестова.

### Анамнеза
Субјективни исказ болесника (односно родитеља ако је реч о детету) и јасна и правилно постављена циљана питања искусног лекара имају велику улогу у откривању узрока алергије, јер се на основу исказа болесника (родитеља детета) бира група алергена и начини на који ће се спровести дијагностичко испитивање алергија.

### Лабораторијских тестови

#### Кожни тестови
Ово су најбржи, најједноставнији и најисплативији начини тестирања на алергене. Међутим он често показује лажно негативне резлтате. У пракси се користи више тестова:
- тест убодом ланцетом,
- тест уношењем алергена у кожу (интрадермални тест),
- тест гребењем,
- тест контактним начином.[23]

Ако је болесник алергичан на унету материју, јавља се кожна реакција у виду црвенила и свраба све до праве уртикарије. Реакција је видљива након 15-30 минута, и најчешће потврђује алергију на унету супстанцу.

#### Провокацијски тест
Изводи се искључиво у здравственим установама са посебним алерголошким одељењима. Током теста код болесника се изазива алергијска реакција блажег облика директном применом алергена на слузокожу носа, очију, бронхија или желуца.
Како последице код тестиране особе могу бити врло озбиљне (јака алергијска реакција са могућом анафилаксом) код извођења овог теста треба бити изузетно опрезан. Ови тестови имају нарочити значај у доказивању алергије на лекове.

#### Крвни тестови
Крвни тестови могу помоћи при одређивању да ли су симптоми болести повезани с алергијом и који је алерген одговоран. Узорак крви може садржати мноштво еозинофила, врсте крвних ћелија које се у повећаном броју налазе код многих алергијских реакција.
За коначну дијагнозу алергије нужно је одређивање концентрације имуноглобулина Е (ИгЕ) у крви. Тестом РИСТ утврђује се целокупна количина ИгЕ, а тестом РАСТ одређује се специфични ИгЕ за поједине алергене, што се изражава у мерним јединицама IU/ml, и разредима (1-4 или 1-6).
Одређивање укупних ИгЕ антитела у крви (РИСТ)
Ова метода заснива се на чињеници да се количина ИгЕ антитела у серуму здравих особа мења током живота и да може бити повећана код алергијских, паразитских и злоћудних болести.
Одређивање специфичних ИгЕ антитела у крви (РАСТ)
Овај тест омогућава утврђивање количине специфичних ИгЕ антитела, која се стварају у телу болесника на појединачне алергене (инхалаторне или нутритивне).
| Разред | Специфични ИгЕ (IU/ml) | Тумачење резултата специфичних ИгЕ |
| ------ | ---------------------- | ---------------------------------- |
| 0      | 0,00 - 0,34            | Није мерљив ниво ИгЕ               |
| 1      | 0,35-0,69              | Минимална количина ИгЕ             |
| 2      | 0,70-3,49              | Мала количина ИгЕ                  |
| 3      | 3,50- 17,49            | Умерена количина ИгЕ               |
| 4      | 17,90- 49,90           | Велика количина ИгЕ                |
| 5      | 50,00-100,0            | Врло велика количина ИгЕ           |
| 6      | > 100                  | Изузетно велика количина ИгЕ       |

Повећан број еозинофилних леукоцита (еозинофилија) карактеристичан је за хроничну алергијску упалну реакцију, па се зато често одређује њихов број у брису носне слузокоже (алергијска кијавица), испљувка (астма) или у периферној крви.

## Терапије алергијских болести у истраживањима
Истраживачи непрестано раде на развоју алерген-специфичне имунотерапије и других поузданијих облика лечења попут вакцина за алергију. До сада су истраживања усмерена на следеће:
Терапија пептидима
Ова терапија заснована је на Т лимфоцитном епитопну за алергене, која нуди наду да у овој области има помака, мада њихови клинички резултати тек треба да се докажу код свих облика алергијске болести.
Терапија хуманизованим моноклоналним анти-ИгЕ антителима
За ова антитела је утврђено да могу бити ефикасна у лечењу астме, и алергије на храну. Анти-ИгЕ третмана може понудити терапеутске могућности и за лечење особа са вишеструким облицима осетљивости.
Анти-цитокинска терапија
Ова терапија се истражује за лечење астме.
Анти-интерлеукин-5 терапија
Она може да смањи запаљење, али није успела да побољша бронхијалну хиперреакцију.
Блокатори фактора некрозе тумора алфа (TNF-α)
Примена блокатора некрозе тумора показала је резултате у истраживањима, али је потребно додатно радити на специфичним блокаторе запаљењског процеса.

## Превенција
Превенција која се првенствено заснива на избегавању контакта са алергеномје најбољи је начин лечења алергијских болести.
- У случају алергије на прехрамбене намирнице нужно је избегавати унос одређене намирнице, чак иу најмањим количинама.
- Код алергија на полен потребно је избегавати дужи боравак на отвореном, посебно у време цветања биљака.[32] Боравак на отвореном потребно је ускладити с поленским календарима који су карактеристични за свако поднебље и за сваку биљну врсту. Након боравка на отвореном добро је опрати косу и отуширати се како би се спречио унос полена у простор у којем се борави, те истрести и разрачити одећу која је ношена напољу. У шетњу и на дужи боравак у природи најбоље је отићи дан након кише, кад је концентрација полена у ваздуху најмања. Приликом кошења траве или рада на отвореном пожељно је користити заштитну маску.[33]
- Код алергије на прашину или гриње нужно је уклонити из простора у којем се борави што је могуће више текстилних предмета (завесе, теписи, таписерије, плишане играчке, итд.), а ожељно је набавити антиалергијске душеке, ћебад и јастуке. Просторије треба редовно чистити влажном крпом, проветравати, одржавати ниску влажност и не загревати их изнад 22 °C.[34]